# 백주의 탈출
백주의 탈출(This Gun For Hire)은 미국에서 제작된 프랭크 터틀 감독의 1942년 느와르, 범죄, 스릴러 영화이다. 베로니카 레이크 등이 주연으로 출연하였다.

## 출연

### 주연
- 베로니카 레이크
- 로버트 프레스턴

### 조연
- 레어드 크레거
- 앨런 래드
- 툴리 마샬
- 마크 로렌스
- 올린 하랜드
- 로저 임호프

## 제작진
- 원작자: 그레이엄 그린
- 미술: 한스 드레이어
- 미술: 로버트 어셔
- 의상: 에디스 헤드
- Ass-PD: 리처드 브럼멘탈